# Llers (kommun)
Llers är en kommun i Spanien.   Den ligger i provinsen Província de Girona och regionen Katalonien, i den östra delen av landet, 600 km öster om huvudstaden Madrid. Antalet invånare är 1 194. Arean är 22,0 kvadratkilometer. Llers gränsar till Figueres, Pont de Molins, Cabanes, Vilafant, Avinyonet de Puigventós, Vilanant, Terrades och Boadella i les Escaules. 
Terrängen i Llers är lite kuperad.